# Ollarianus muesebecki
Ollarianus muesebecki är en insektsart som beskrevs av Delong 1944. Ollarianus muesebecki ingår i släktet Ollarianus och familjen dvärgstritar. Inga underarter finns listade i Catalogue of Life.